# Kalka menti csata

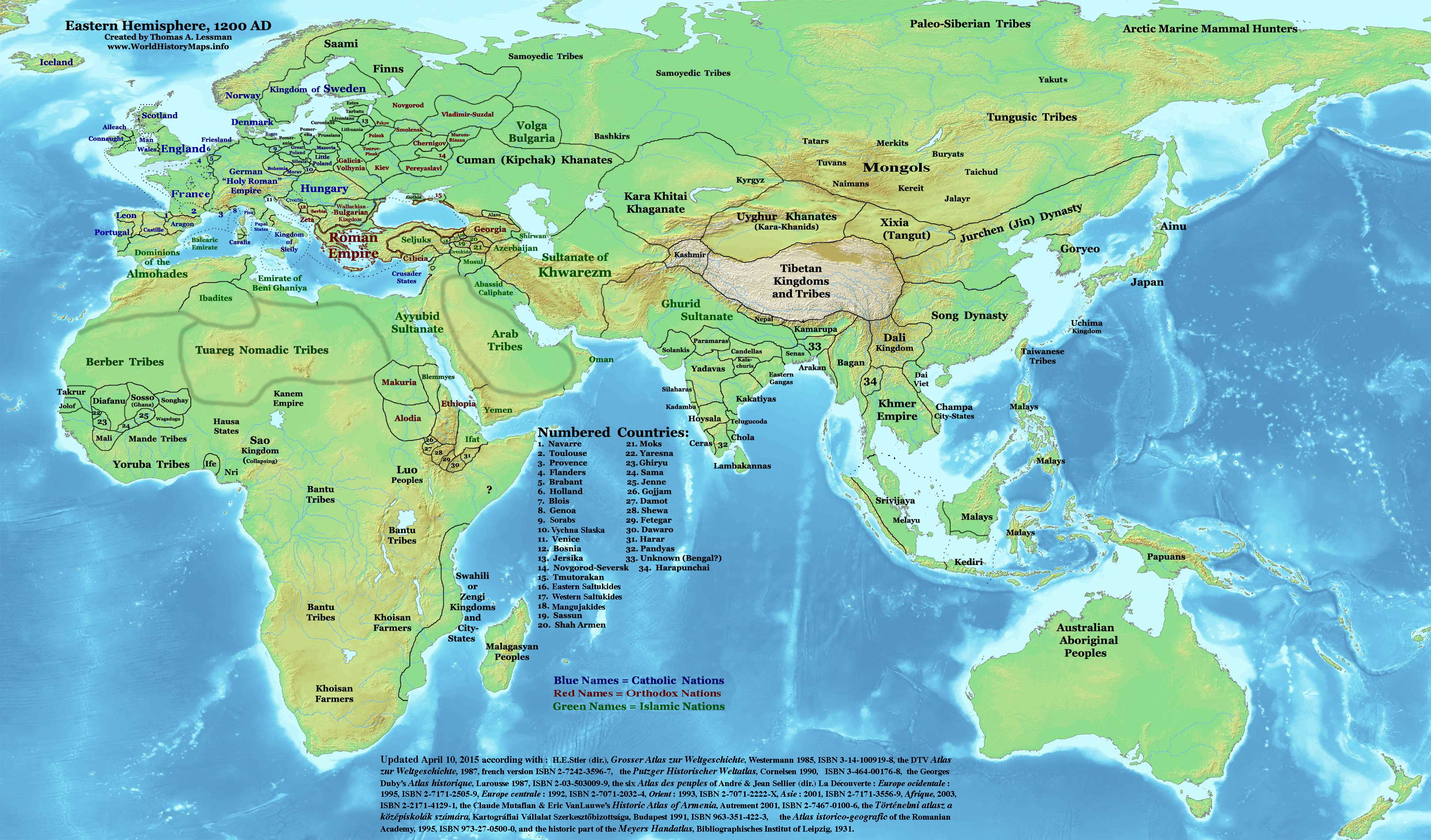
A megtámadott és leigázott kun kánságok (a térképen Kipchak Khanates) hatalmas területen feküdtek.

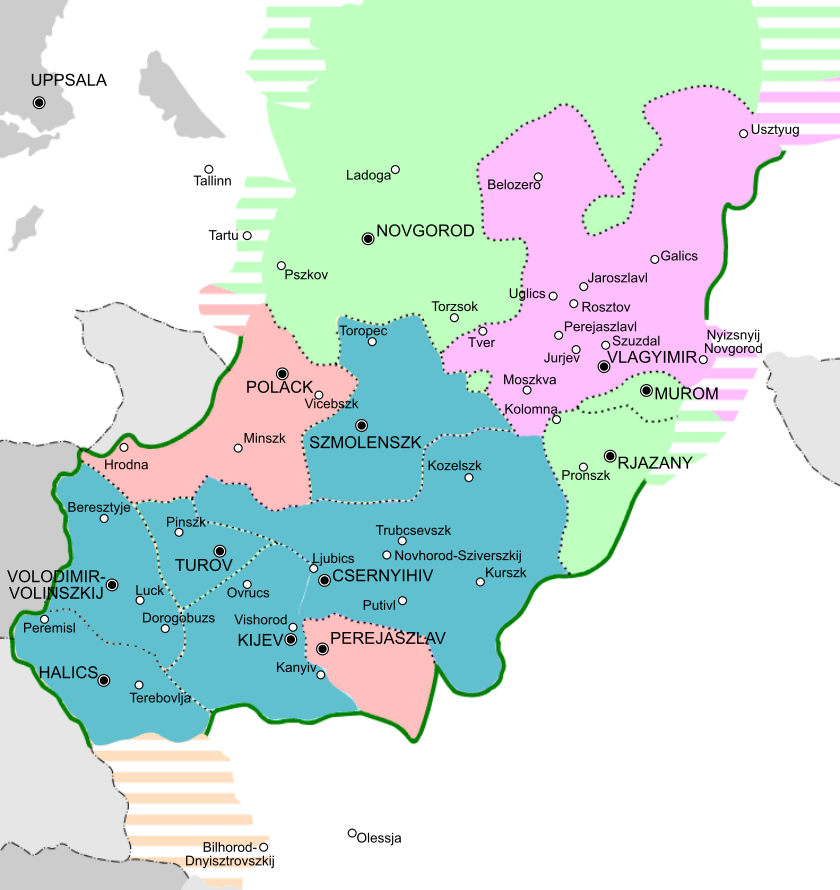
A térképen sötét kékeszölddel jelölve azon óorosz fejedelemségek, amelyek csapatokat küldtek a csatába

Mongol hadjáratok, balra fent a Szübötej 1222–23-as nyugati hadjárata

A Kalka menti csata 1223. május 31-én zajlott a mai Ukrajnában, a Kalka folyó mellett az orosz fejedelemségek, a velük szövetséges kunok és a Mongol Birodalom felderítő seregei között. A csata az óorosz fejedelmek megsemmisítő vereségével végződött, megnyitva az utat a mongolok kelet-európai hódításai (a tatárjárás) előtt és évszázadokra megszabva az orosz fejedelemségek fejlődésének útját. 
A csatát a Kalka partján vívták, a mai Doneck és Mariupol közötti térségben. A szembeálló felek létszámára vontakozó adatok még az általában hitelesnek tekinthető forrásokban is rendkívül erősen szóródnak. Modern becslések szerint az orosz oldalon 15–30 ezer fő vehetett részt a harcokban, a mongol oldalon pedig mintegy 20 ezer.

## Előzmények
Dzsingisz mongol nagykán terjeszkedésnek indult mongol birodalma megtámadta a Hvárezmi Birodalmat.Az első nagy győzelmek után Szübötej bagatur és Dzsebe nojon mintegy 30 000 fős sereggel II. Mohammed hvárezmi sahot üldözték, a sah azonban a Kaszpi-tenger egyik szigetére menekült. Ekkor a két hadvezér azt az utasítást kapta a nagykántól, hogy végezzenek felderítő hadjáratot a Kaszpi-tenger körül. 1222-ben átkeltek a Derbenti-kapu, azaz betörtek Európába és a Kaukázus északi előterében leverték az alánokat, majd Kötöny kunjait.
Kötöny veje, a halicsi fejedelem Merész Msztyiszlav udvarában kért segítséget a támadók ellen. A Novgorodi első krónika szerint a kán elhalmozta ajándékaival a fejedelmet, majd ezt mondta neki: „Ma a tatárok elvették a földünket, de holnap eljönnek és elveszik a tiédet is.”
A halicsi fejedelem ezután 1223. március közepére gyűlést hívott össze Kijevbe, amelyen minden jelentősebb orosz fejedelem részt vett. Itt megegyeztek a kunoknak nyújtandó katonai segítségről, és húsvétra (1223. április 23.) gyülekezőt hirdettek Zarub városához, a Dnyeper egyik fontos átkelőhelyéhez Kijevtől délre. 
A mongolok több küldöttséget küldtek a fejedelmekhez, megígérték, hogy nem támadnak a fejedelemségekre és csak azt kérik, hogy ellenségeiket, a kunokat szolgáltassák ki nekik (ahogy később ugyanezt követelték IV. Béla magyar királytól is). Msztyiszlav és társai azonban bíztak a győzelemben, és nem engedtek, sőt a szlávok megölték az egyik mongol küldöttség tagjait.
A 15–30 ezer fősre becsült orosz sereg Zarubtól vízi úton indult tovább délre. A részt vevő fejedelmek névsora névsora igen tekintélyes volt: Msztyiszlav Romanovics, az ő veje Andrej, Alekszandr Dubroveckij, Msztyiszlav Szvjatoszlavics a fiával, Oleg Kurszkij, a putivli és tubcsevszki fejedelmek, Vlagyimir Rjurikovics, Msztyiszlav Msztyiszlavics, Danyiil Romanovics, Msztyiszlav Jaroszlavics, Izjaszlavl Ingvarevics, Szjatovszlav Janevszkij, Szvjatoszláv Rurikovics Sumi és Jurij Neszvizsszkij, seregek Kijevből, Csernyigovból, Szmolenszkből, Halicsból, a volhiniai Vlagyimirből, Luckból és mások. Ez volt a mongol kor előtti Rusz legnagyobb hadi vállalkozása.
Az orosz sereg egy mongol előőrs nyomában déli irányban haladt a Dnyeper mentén mintegy 400 kilométert. Az egyes fejedelmek csapatai külön vonultak, táboroztak, tényleges együttműködés közöttük nem volt. A sereg május 12–13-án érte el a Dnyeper nagy kanyarulatát a mai Dnyipro térségében, ahol átkeltek a folyó bal partjára. Ekkor
történt az első összecsapás a mongolokkal: Merész Msztyiszláv halicsi fejedelem ezer fős kíséretével és kun csapatokkal átkelt a folyón, szétverte a mongol előörsöt, amelynek maradéka a sztyeppe mélyébe menekült.
Az orosz sereg kilenc napon át, kilenc kisebb folyón átkelve követte csaknem 200 kilométer mélyen a mongolokat a pusztába, amíg elérték a Kalka folyót vagy folyókat. Modern kutatások szerint valószínűleg két Kalka folyó is volt, az első Kalka a Karatis folyóval, a második pedig a Kalcsikkal azonosítható, a csata így a korábban feltételezettnél nagyobb területen bontakozhatott ki.
A halicsi, kijevi és csemyigovi fejedelmeknek más-más helyen volt a táboruk. A kijevi fejedelem egy sziklás, nehezen megközelíthető helyen helyezte el seregét, ami a mai Kammennüje mogili (kősírok) néven ismert természetvédelmi területtel azonosítható.

## A csata
Valószínűleg május 28-án érkeztek az orosz-kun csapatok a helyszínre, majd a mongolokkal történt kis összecsapás után szétoszlottak, azokat üldözendő, bekerítendő. A kijevi fejedelem, Msztyiszláv Romanovics délre haladt a Karatis folyó mentén, a többi fejedelem a csapataival észak felé vonult. A szmolenszki Vlagyimir Rjurikovics és a csernyigovi Msztyiszlav Szvjatoszlavics a fiával, Jurijjal, és más fejedelmekkel külön táborban helyezkedett el valahol a két Kalka folyó között. A legerősebb, halicsi sereg átkelt a második Kalkán is, így az orosz seregek körülbelül 20 kilométer mélyen szóródtak szét.
A Kalka menti csata az oroszok elhelyezkedéséből is következően csaták sorozata lehetett. A mongol csapatok a számukra hadgyakorlatokként is szolgáló, több tíz kilométert is átkaroló körvadászataikból (nerge) ismert átkaroló hadműveletet alkalmazva egyenként bekerítették és megsemmisítették az orosz seregeket.
A szláv-kun sereg nagysága és a mongolok hátrálása elbizakodottá tette az orosz fejedelmeket, ugyanakkor a szláv sereg különböző részei az üldözés közben nem tudtak egyforma sebességgel haladni. A színlelt menekülés mongol taktikája (mangudai) ezúttal is bevált. A könnyelműen előretörő seregrészeket hamar bekerítették és lemészárolták. 
A kijevi fejedelem szekérvárral megerősített táborát a Kamennüe mogili gránitsziklás területén három napig ostromolták a tatárok. Csak azután sikerült az oroszokat megadásra bírni, hogy a mongolok megesküdtek: nem ontják vérüket. A mongolok május 31-én, a győzelmi lakomán az elfogott orosz vezérek, köztük a kijevi fejedelem, Msztyiszlav, Andrej és Alekszandr Vszevolodovics Dubroveckij testére pallókat fektettek, és azokon tartották meg a győzelmi ünnepséget, miközben a fejedelmek megfulladtak, így vérontás nélkül haltak meg.
A legnagyobb veszteségek a csata utáni menekülés közben, május 28. és június 5. között érték az orosz sereget, ez idő alatt hat fejedelem és három bojár veszett oda. A mongol taktika egyik szokásos eleme volt a körbezárt és erősen védekező ellenfél számára nyitott kapu, mintegy távozási lehetőség. (Ezt Muhinál is alkalmazták.) Az így menekülésre ösztönzött ellenfelet azután hátulról, üldözés közben kevesebb veszteséggel semmisíthették meg, mint a védekező állásukban.

## Következményei
A mongolok a csata után Volgai Bolgárországon keresztül indultak vissza a központi területeikre, azonban Izz ad-Dín Ibn al-Aszír kortárs arab történetíró szerint a volgai bolgárok súlyos veszteségeket okoztak nekik, egyes források szerint csak négyezren tudtak elmenekülni. Ezekre a harcokra utalhat Julianus barát második jelentése is a pogány magyarok és a mongolok küzdelmeiről.
A kalkai vereség sokkoló hatással volt az óorosz fejedelemségekre, összesen tíz helyi uralkodó veszett oda. A vereségben nagy szerepe volt a szláv erők egységes hadvezetése hiányának. A Szübötej vezette, tulajdonképpen felderítő szerepet végrehajtó mongol sereg az orosz fejedelemségek nagy többségének egyesült és a kunok által támogatott erőit verte meg. Ilyen mongol-ellenes orosz összefogásra később sokáig nem volt példa.
A csata és a menekülés fontos túlélői voltak Kötöny kun fejedelem és Merész Msztyiszlav halicsi fejedelem.
1226-ban meghalt Dzsocsi, Dzsingisz kán legidősebb fia, és az északnyugati ulusz (ország) kánja. Helyére a fia, a szinte még gyermek Batu került, felügyelőjéül, és tanárának pedig a nagy hadvezért, Szübötejt rendelték. Mivel korábban Dzsingisz Dzsocsinak adta a világ ezen részét, „egészen, míg csak a mongol lovak patái felverik a port”, Batu úgy döntött, ő majd véghez viszi a hódítást. Hatalmas sereggel tért vissza a dél-orosz területekre és sorra bevette és felégette az egyébként a kalkai csata óta egymással marakodó orosz hercegek központjait. Ezután olyan függésbe kényszerítette őket, amelyet csak 1380-ban, a kulikovói csata tudott megingatni.